# 維杜季
51°11′4″N 24°22′1″E / 51.18444°N 24.36694°E
維杜季（烏克蘭語：Відути），是烏克蘭的村落，位於該國西部沃倫州，由科韋利區負責管轄，面積0.85平方公里，海拔高度195米，2001年人口134，人口密度每平方公里157.83人。